# Champions Trophy de hockey sobre césped masculino de 2014
El Champions Trophy masculino de 2014 fue la 35ª edición del Champions Trophy masculino, que se llevó a cabo entre el 6 y el 14 de diciembre de 2014, en la ciudad de Bhubaneswar, India, en el Estadio Kalinga. A partir de ese año, el torneo comenzó a realizarse cada dos años, alternando con la ronda final de la Liga Mundial de Hockey hasta 2017.

## Clasificación
Junto con el país anfitrión, participaron los cinco equipos mejor clasificados del torneo anterior y el ganador del Champions Challenge I 2012. Los equipos restantes fueron nombrados por el Consejo Ejecutivo de la FIH, haciendo un total de 8 equipos en competencia. Si alguno de los equipos se niega a jugar, ese lugar será asignado al segundo mejor equipo en el torneo anterior del Champions Trophy, y la misma regla se aplica a los equipos designados por la FIH.
- India (país local)
- Australia (campeón defensor)
- Países Bajos (segundo en el Champions Trophy 2012)
- Pakistán (tercero en el Champions Trophy 2012)
- Bélgica (quinto en el Champions Trophy 2012)
- Argentina (ganador del Champions Challenge I 2012)
- Inglaterra (Nominado por la FIH)[3]
- Alemania (Nominado por la FIH)[3]

## Grupo A
| Equipo     | Puntos | PJ | PG | PE | PP | GF | GC | Dif |
| ---------- | ------ | -- | -- | -- | -- | -- | -- | --- |
| Inglaterra | 7      | 3  | 2  | 1  | 0  | 12 | 4  | +8  |
| Bélgica    | 5      | 3  | 1  | 2  | 0  | 7  | 6  | +1  |
| Australia  | 4      | 3  | 1  | 1  | 1  | 8  | 7  | +1  |
| Pakistán   | 0      | 3  | 0  | 0  | 3  | 3  | 13 | -10 |

| Australia | 1-3 | Inglaterra | 6 de diciembre de 2014. |

| Bélgica | 2-1 | Pakistán | 6 de diciembre de 2014. |

| Bélgica | 4-4 | Australia | 7 de diciembre de 2014. |

| Inglaterra | 8-2 | Pakistán | 7 de diciembre de 2014. |

| Inglaterra | 1-1 | Bélgica | 9 de diciembre de 2014. |

| Australia | 3-0 | Pakistán | 9 de diciembre de 2014. |

## Grupo B
| Equipo       | Puntos | PJ | PG | PE | PP | GF | GC | Dif |
| ------------ | ------ | -- | -- | -- | -- | -- | -- | --- |
| Países Bajos | 6      | 3  | 2  | 0  | 1  | 9  | 4  | +5  |
| Argentina    | 6      | 3  | 2  | 0  | 1  | 7  | 5  | +2  |
| India        | 3      | 3  | 1  | 0  | 2  | 5  | 7  | -2  |
| Alemania     | 3      | 3  | 1  | 0  | 2  | 2  | 7  | -5  |

| Países Bajos | 3-0 | Argentina | 6 de diciembre de 2014. |

| Alemania | 1-0 | India | 6 de diciembre de 2014. |

| Alemania | 1-4 | Países Bajos | 7 de diciembre de 2014. |

| Argentina | 4-2 | India | 7 de diciembre de 2014. |

| Argentina | 3-0 | Alemania | 9 de diciembre de 2014. |

| Países Bajos | 2-3 | India | 9 de diciembre de 2014. |

## Segunda fase

### Cuartos de final
| Ganador   | Marcador | Perdedor     |
| --------- | -------- | ------------ |
| Pakistán  | 4-2      | Países Bajos |
| Australia | 4-2      | Argentina    |
| Alemania  | 2-0      | Inglaterra   |
| India     | 4-2      | Bélgica      |

### Repechaje
| Ganador      | Marcador  | Perdedor   |
| ------------ | --------- | ---------- |
| Países Bajos | 2-2 (4-2) | Bélgica    |
| Argentina    | 2-1       | Inglaterra |

### Partido del séptimo puesto
| Ganador    | Marcador | Perdedor |
| ---------- | -------- | -------- |
| Inglaterra | 3-2      | Bélgica  |

### Partido del quinto puesto
| Ganador      | Marcador | Perdedor  |
| ------------ | -------- | --------- |
| Países Bajos | 4-1      | Argentina |

### Semifinales
| Ganador  | Marcador | Perdedor  |
| -------- | -------- | --------- |
| Alemania | 3-2      | Australia |
| Pakistán | 4-3      | India     |

### Partido del tercer puesto
| Ganador   | Marcador | Perdedor |
| --------- | -------- | -------- |
| Australia | 2-1      | India    |

### Final
| Ganador  | Marcador | Perdedor |
| -------- | -------- | -------- |
| Alemania | 2-0      | Pakistán |

## Clasificación final
1. Alemania
2. Pakistán
3. Australia
4. India
5. Países Bajos
6. Argentina
7. Inglaterra
8. Bélgica